# スタインウェイ・アンド・サンズ
スタインウェイ・アンド・サンズ（英: Steinway & Sons、通称: スタインウェイ）は、1853年にアメリカ合衆国ニューヨークでドイツ人ピアノ製作者ハインリッヒ・エンゲルハルト・シュタインヴェーク（後のヘンリー・E・スタインウェイ）によって設立されたピアノ製造会社である。総合楽器製造複合体スタインウェイ・ミュージカル・インスツルメンツの一角をなす。スタインウェイ社の成長はニューヨーク工場とドイツ・ハンブルク工場の開業につながった。ニューヨーク・クイーンズ工場はアメリカ州に、ハンブルク工場は世界のその他の地域に製品を供給する。
スタインウェイは卓越したピアノ会社と評されてきており、高品質のピアノを作ることとピアノの発展における多くの発明で知られてきた。スタインウェイは1857年から126のピアノ製作における特許を与えられてきた。最高級グランドピアノ市場のスタインウェイ社の市場占有率は一貫して80パーセントを超える。この支配的な地位は、ピアノの革新を妨げ、ピアニストが好む音の均質化の原因となると主張する一部の音楽家および書き手によって批判されてきた。
スタインウェイピアノは非常に多くの賞を受賞してきた。最初に得た賞の一つは1855年にニューヨーク水晶宮で開催されたアメリカン・インスティチュート・フェアでの金メダルである。1855年から1862年まで、スタインウェイピアノは35の金メダルを受賞した。さらに多くの賞および表彰がこれに続き、1867年のパリ万国博覧会では3つのメダルを受け取った。欧州スタインウェイはイギリス王室御用達称号を持つ。
主力のスタインウェイブランドに加えて、スタインウェイはその他2つのより低価格の第二・第三ブランドを「ボストン」および「エセックス」というブランド名の下で市場に出している。ボストンブランドは中間レベル市場向け、エセックスブランドはエントリーレベル市場向けである。ボストンおよびエセックスピアノはスタインウェイのエンジニアによって設計され、アジアのピアノメーカー（ボストンは日本のカワイ、エセックスは韓国のヨンチャンと中国のパールリバー）の工場においてスタインウェイ社員の監督の下で生産されている。

## 歴史
1820年代に、ドイツ・ニーダーザクセン州のゼーゼンで家具製作を営んでいたハインリヒ・エンゲルハルト・シュタインヴェーク（後のヘンリー・スタインウェイ）が第一号となるピアノを製作した。ハインリヒは1850年に妻と9人の子供のうち8人と共にドイツからアメリカ合衆国へ移住するまで「シュタインヴェーク」ブランドの名でピアノを作った。長男のC・F・テオドール・シュタインヴェークはドイツに残り、ピアノ販売業者のフリードリヒ・グロトリアンと組んで、1856年から1865年までシュタインヴェークブランドのピアノの製造を続けた。
ハインリヒ・シュタインヴェークは米国へ移住の際に、英語風のヘンリー・スタインウェイに改名し、1853年にスタインウェイ・アンド・サンズをニューヨーク市に設立する。最初の作業場はマンハッタン区ヴァリック・ストリート85号の小さなロフトであった。1860年代にはマンハッタンのパーク・アベニュー（現在のシーグラム・ビルディングの立つ場所）に新しい工場を構えていた。これにより年間生産台数が500台から1800台規模に増加した。
1865年、スタインウェイ家は、ドイツのシュタインヴェーク工場（現在の所在地はブラウンシュヴァイク）を離れて、兄弟のヘンリーとチャールズが病気のため死去した会社の指揮を取ってもらうためニューヨークへ来るよう求める手紙をC・F・シュタインヴェークに送った。C・F・テオドール・シュタインヴェークはこれに従い、ドイツの会社の株式を共同経営者のヴィルヘルム・グロトリアン（フリードリヒ・グロトリアンの息子）と2人の職人Adolph Helfferich、H. G. W. Schulzに売却した。ドイツ工場は名称を「C. F. Theodor Steinweg」から「Grotrian, Helfferich, Schulz, Th. Steinweg Nachf.」（テオドール・シュタインヴェークの後継者、Grotrian、Helfferich、Schulz、の意）に変えた。この名称は後に「グロトリアン＝シュタインヴェーク」に短縮された。ニューヨークでC・F・テオドール・シュタインヴェークは英語風にC・F・セオドア・スタインウェイと名乗った。会社の指揮を取った15年の間、セオドアはブラウンシュヴァイクの自宅を残し、ドイツと米国を頻繁に行き来した。
1870年代には、ヘンリー・スタインウェイの息子ウィリアム・スタインウェイによって、クイーンズ区アストリアに企業城下町Steinway Villageが築かれた。現在も米国本社はこの地区に置かれている。ヘンリー・スタインウェイの死後、1880年にハンブルクにも生産拠点が置かれた。
ベーゼンドルファーなどのヨーロッパの名門メーカーは、ピアノをチェンバロの発展形として、音響的に残響豊かな宮廷で使用する前提でピアノを造っていた。これに対しスタインウェイは、産業革命により豊かになったアメリカ市民が利用していた、数千人を収用できる音響的に貧弱な多目的ホールでの使用を念頭においていた。そのために、今では常識となっている音響工学を設計に初めて取り入れた。結果、スタインウェイは構造にいくつか特色がある。
ピアノの設計思想にはいくつかの流派がある。主に響板の響きを重視したベヒシュタイン。胴の部分にも響板と同じスプルース材を用い、響きやすくしたベーゼンドルファー。スタインウェイはそれらに対して、厚く強固な胴でしっかりと響板からの圧を支える構造を持つ。また胴からの反射音も多彩な響きに貢献していると言われている。それ以外にも交差弦やデュープレックス・スケールなど、スタインウェイの革新の数々は、世界的に広く他のピアノ製造者への手本となった。
しかしながら、20世紀後半以降は多くの木材のストックを要し、製造に長い期間をかけるために生産数が少ないスタインウェイの経営は順風満帆とは行かず、1972年のCBSによる買収、その後の複数の個人投資家への売却を経て、1995年にセルマー・インダストリーズの傘下に入った。今日では、セルマーおよびその傘下に収まった旧ユナイテッド・ミュージカル・インスツルメンツ、ルブラングループらと共に楽器製造企業複合体スタインウェイ・ミュージカル・インスツルメンツ（旧セルマー・インダストリーズ）を形成するに至っている。
この企業複合体は、1990年代後半にかけてアメリカ経済のバブルの恩恵を受けて、売上高を急激に増やし、楽器業としては最も高い売上を確保するようになり、財務体質が改善された。その結果、多くのピアノ製造メーカーが経営難に直面し、良い素材の確保が困難になる中で、スタインウェイはピアノ造りに欠かせない良質な素材を確保する点で優位性を保持することとなった。
またこれ以外に、戦後の世界的な高級ピアノ市場をスタインウェイが独占できたのは、ヨーロッパ、特に敗戦国であるドイツの名門メーカーが第二次大戦の戦災により壊滅的なダメージを受け、主要な工房や多くの技術者を失ったせいでもある。
しかし、その後、楽器業界は売上高を継続的に伸ばすのが難しい状況となり、2013年8月、親会社である総合楽器製造会社、米スタインウェイ・ミュージカル・インスツルメンツ（SMI）は米著名投資家ジョン・ポールソンのファンドへの身売りを発表し、同年9月に買収完了。

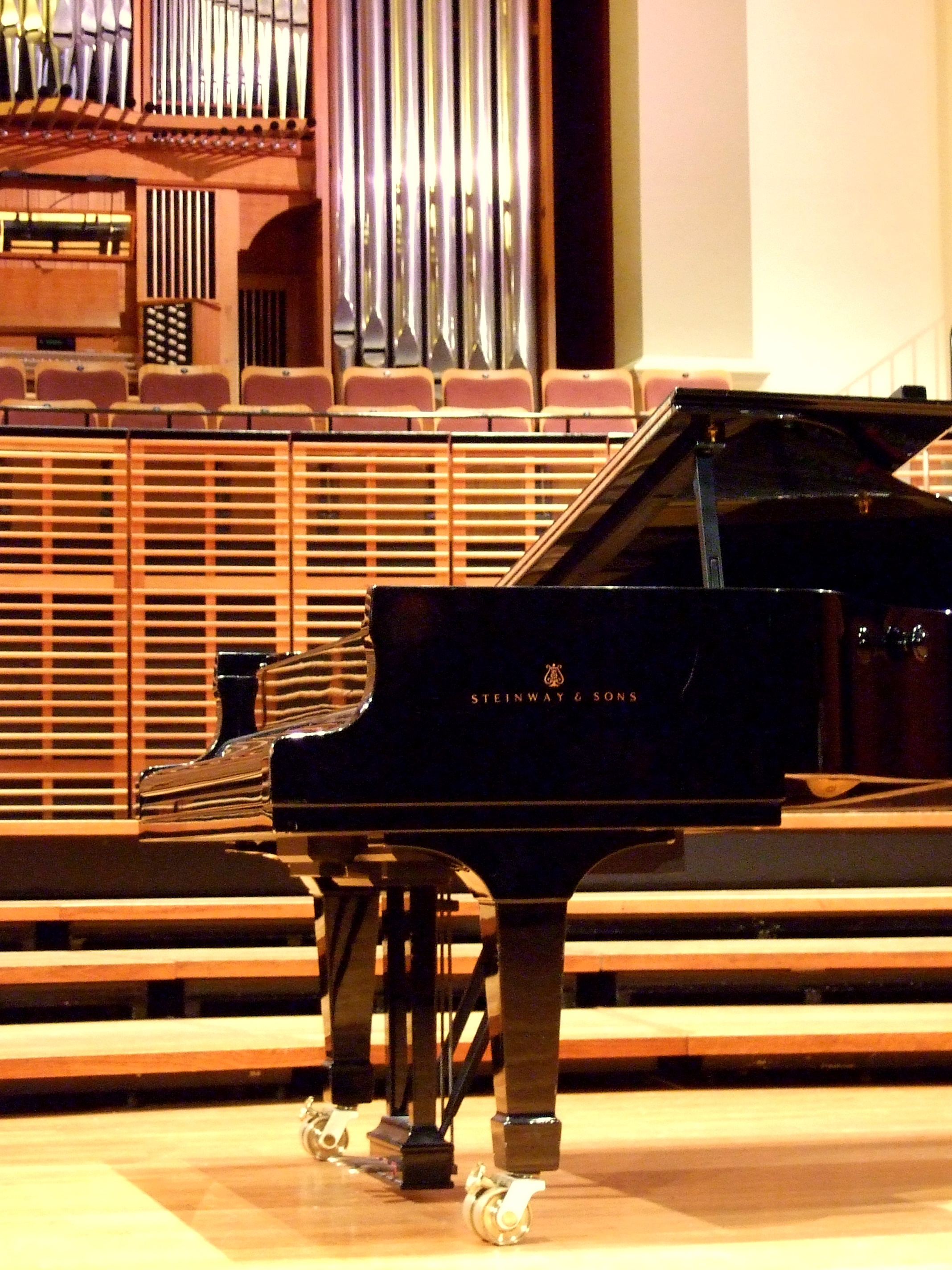
スタインウェイ社製グランドピアノ

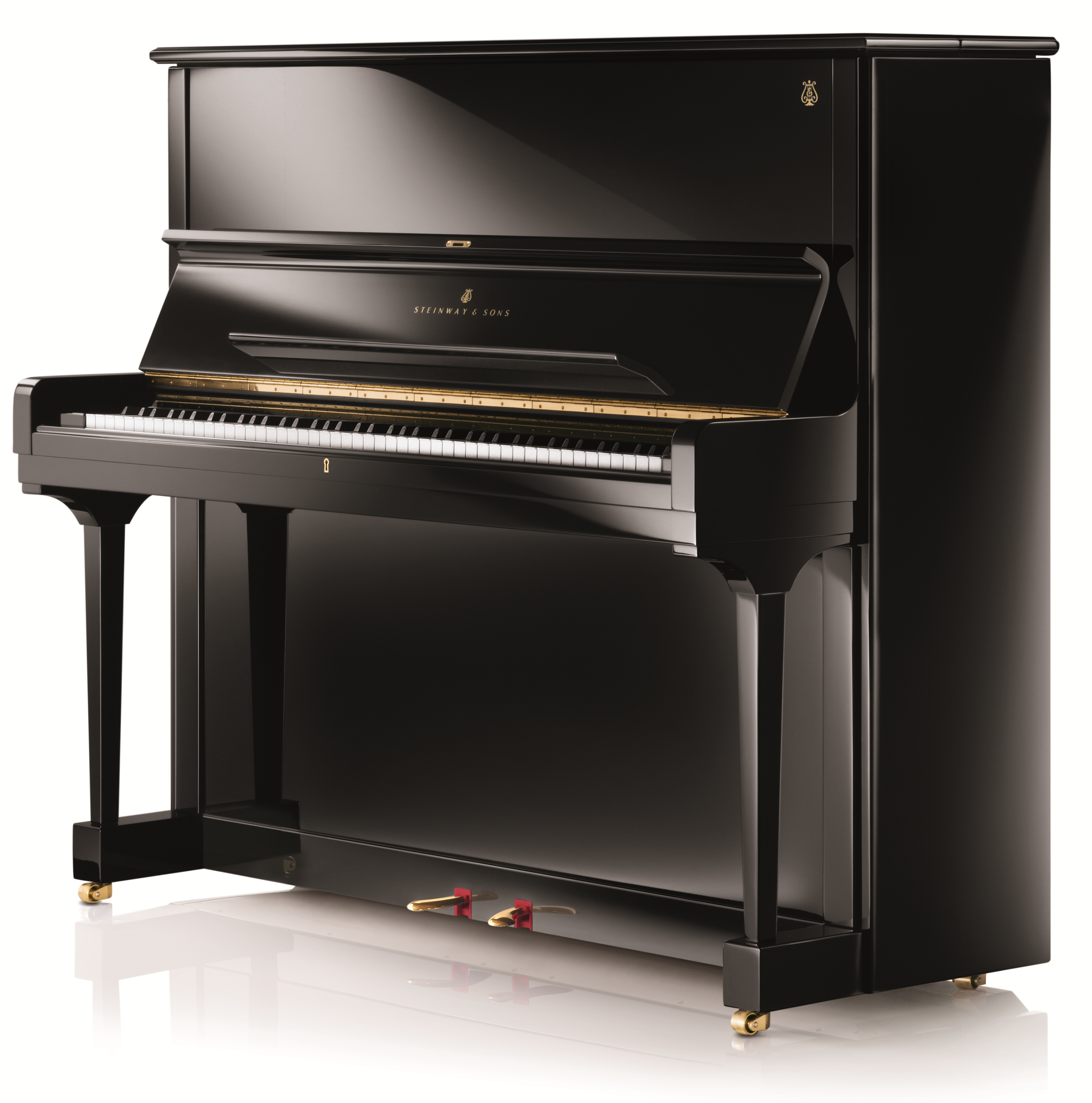
スタインウェイ社製アップライトピアノ

## 設計
構造上は以下のような特徴を持つ。基本的に強力な筺体を作りこみ、ピアノ全体で豊かな音量を実現する点が特長である
- カエデなどの硬く緻密な木材を使用し、曲げ練り製法により一体として製造されたアウターリムとインナーリム
- 放射状支柱を後框および金属フレームと結合することで弦の張力を保ち響きを支柱とリムに拡散する構造
- 剛性の高い筺体を完成したのちに響板を貼り込みブリッジを削り弦圧を調整する製造法
- 力学および音響的に優れかつ軽量な金属フレーム
- クラウン（むくり）を長く持続させ音質的に優れた響板の周辺の厚みを薄くした製造法
- 他社に比べ張力が低いスケールデザイン
- 弦の倍音を有効に活用し音量を増大するデュプレックススケール
- フレームとリムを連結し弦圧を最適化するとともに高音域の響きをリムに伝えるサウンドベル
- 金属チューブに木材を充填したアクションレールおよびハンマー固定方法
- レスポンスに優れたエルツ式のウィペン

上記の要素はほぼ19世紀末までに確立された。弦の振動をピアノ全体に分散し響かせる設計によって、楽器全体から豊かな音を出せ、特に大ホールにおいても充分な量のきらびやかな音を響かせるのである。また整調、整音により幅広い音色を持たせられるため、クラシックやジャズに限らず、幅広いジャンルに対応でき、多くのホールや録音スタジオでのファーストチョイスとなっている。
また筐体の強度が高いことから調律が安定し寿命も長く、古くなった楽器でもリビルドすることによって演奏可能な状態に再生することができるのも、その特色の1つである。このため現在に至るまで、ほとんどのピアノメーカーはスタインウェイの特徴を取り入れようと努めている。

## モデル
スタインウェイピアノは世界中の約200の認証スタインウェイディーラーの約300の販売店で販売されている。

### グランドおよびアップライト
スタインウェイは以下のグランドピアノおよびアップライトピアノのモデルを作っている。
ドイツ・ハンブルクにあるスタインウェイの工場は、7種類のグランドピアノと2種類のアップライトピアノを作っている（モデルの記号表示の数字部分はグランドピアノでは長さ、アップライトピアノでは高さをセンチメートル単位で表わす）。
- グランドピアノ: S-155、M-170、O-180、A-188、B-211、C-227、D-274[33]
- アップライトピアノ: V-125、K-132[33]

アメリカ合衆国ニューヨーク州クイーンズにあるスタインウェイの工場は、6種類のグランドピアノと3類のアップライトピアノを作っている。
- グランドピアノ: S (5' 1")、M (5' 7")、O (5' 10+3⁄4")、A (6' 2")、B (6' 10+1⁄2")、D (8' 11+3⁄4")[34]
- アップライトピアノ: 4510 (45")、1098 (46 1/2")、K-52 (52")[34]

なお、1922年から2006年にかけて Model O に代わり Model L (5' 10+1⁄2") が 生産、販売されていた。

## 2つの生産拠点
スタインウェイピアノの生産工場はアメリカのニューヨーク（1853年より）とドイツのハンブルク（1880年より）の2箇所にあり、それぞれで材料・形状・アクション・鍵盤・足の固定方法などが若干異なる。
ニューヨーク・スタインウェイは現在でも伝統的な製造方法で作られていて個体差が大きいといわれる。比較的柔らかいハンマーフェルトを使い、硬化剤などの使用により幅広い音色を生み出すことも可能であり、明るい音色とあいまってニューヨーク・スタインウェイを好むユーザーも多い。鍵盤両端の腕木と呼ばれる部分の角が直角であることとペダルボックスに金属装飾を持つ点が特徴である。
ハンブルク・スタインウェイは、より近代化された工場で製造されており精度が高いと言われる。他のドイツ製ピアノと同様に比較的堅めのハンマーフェルトを使い、主に針を刺すことで整音を行う。鍵盤両端の腕木と呼ばれる部分の角が丸いことが特徴である。日本に入ってくるスタインウェイのほとんどはこのハンブルク製である。
ハンブルク・スタインウェイは日本をはじめとするアジア地域とヨーロッパに輸出され、ニューヨーク・スタインウェイは北米、南米への出荷が取り決められている。

## スタインウェイ・アーティスト

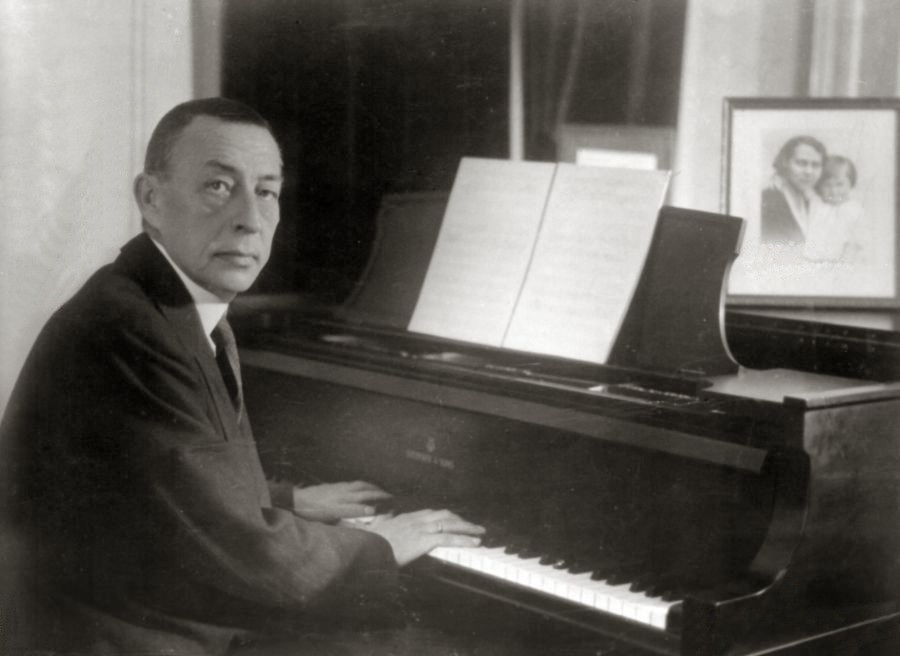
不滅のスタインウェイ・アーティスト、セルゲイ・ラフマニノフとスタインウェイ製グランドピアノ

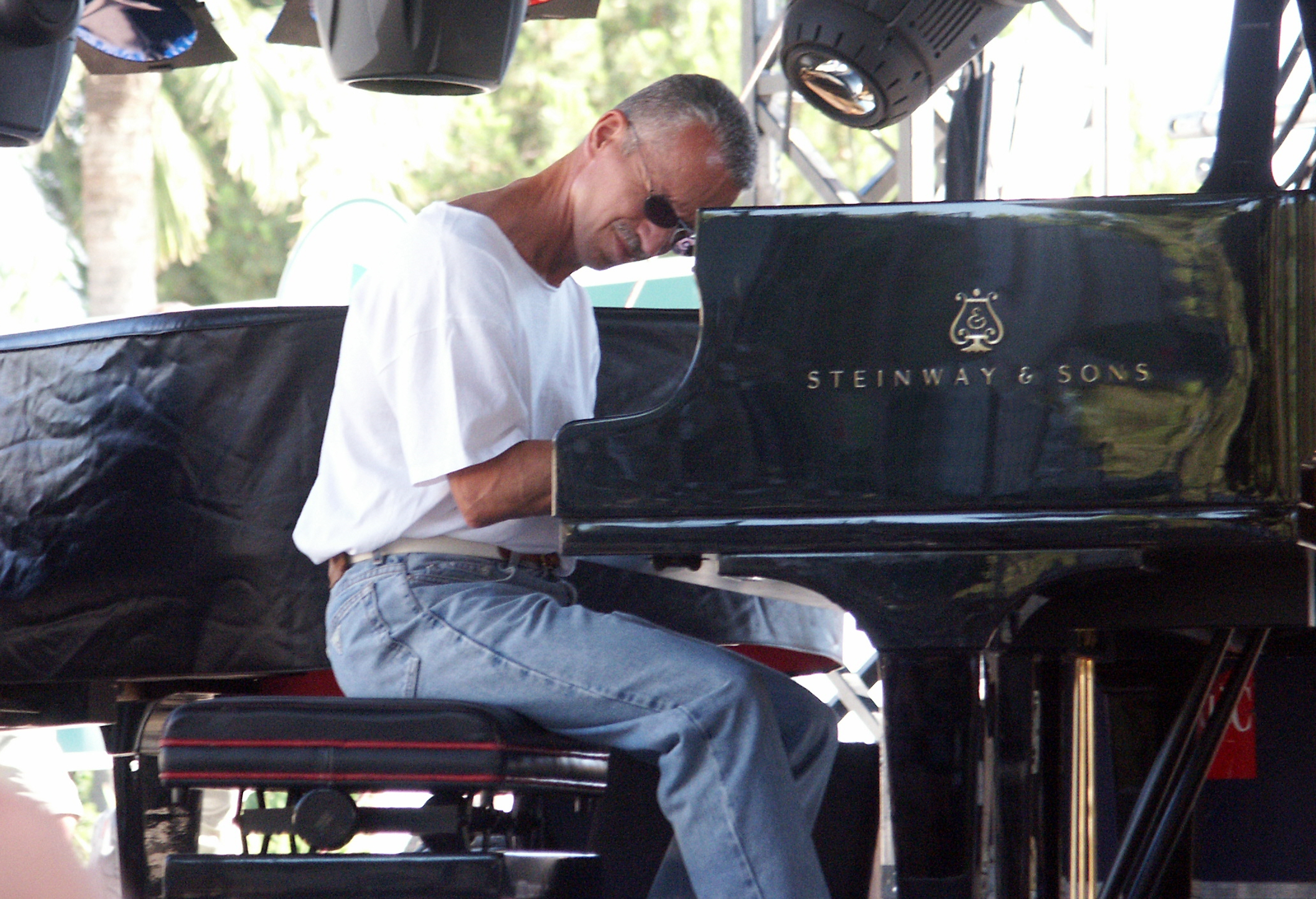
スタインウェイ製グランドピアノを演奏するスタインウェイ・アーティストのキース・ジャレット

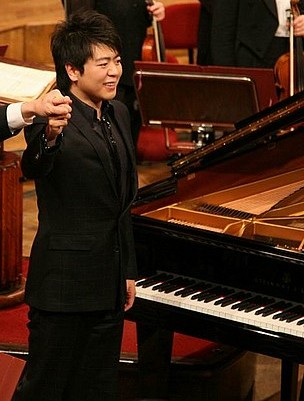
スタインウェイ製ピアノとスタインウェイ・アーティストのラン・ラン

ピアニストに自社製のピアノを贈った他のピアノメーカーと対照的に、ウィリアム・スタインウェイはロシアのピアニストであるアントン・ルビンシテインと1872年から1873年のルビンシテインの初めてで唯一の米国コンサートツアー（239日間で215回のコンサート）でスタインウェイ製ピアノを演奏するという約束をした。これはルビンシテインとスタインウェイの双方にとって成功であった。これにより、スタインウェイ・アーティスト・プログラムが生まれた。その後、ポーランドのピアニストであるイグナツィ・ヤン・パデレフスキがスタインウェイ製ピアノを使って米国ツアー（117日間でコンサート107回）を行った。
2017年5月現在、世界中のおよそ1800人のピアニストが公式「スタインウェイ・アーティスト」である。これは、彼らがスタインウェイ製のピアノだけを演奏に使用することを選択したこと、それぞれがスタインウェイ製ピアノを所有していることを意味する。このためにピアニストが対価を支払う必要はない。スタインウェイ・アーティストはクラシックやジャズ、ポップ、ロックなど様々なジャンルから来ている。スタインウェイ・アーティストの例はダニエル・バレンボイム、ハリー・コニック・ジュニア、ビリー・ジョエル、エフゲニー・キーシン、ダイアナ・クラール、ラン・ランである。ビリー・ジョエルはポピュラー音楽では初であり、ドイツ系ユダヤ人アーティストとしてジョージ・ガーシュウィンと同じくらいニューヨークスタイルのサウンドを世界に広めた功績が評価された。「不滅の（Immortal）スタインウェイ・アーティスト」の例はアーヴィング・バーリン、ベンジャミン・ブリテン、ジョージ・ガーシュウィン、ウラディミール・ホロヴィッツ、コール・ポーター、セルゲイ・ラフマニノフである。